# Melanocyt

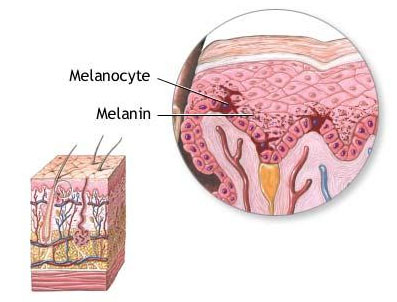
Průřez pokožkou, patrné melanocyty

Melanocyt čili pigmentová buňka je typ živočišných buněk roztroušených ve svrchní vrstvě pokožky a ve vlasových folikulech, mimo to však také v oční živnatce, vnitřním uchu, mozkových plenách, kostech i v srdci. Melanocyty produkují pigment melanin a jsou neuroektodermálního původu.

## Stavba a funkce
Melanocyty se nacházejí v pokožce. Jde o buňky s mnoha výběžky, jimiž se napojují na přilehlé keratinocyty. V cytoplazmě melanocytů jsou zvláštní organelové struktury, tzv. melanozomy. Se vzrůstající velikostí melanozomů se dá usuzovat o tmavší barvu pleti. Pokud jsou pokožkové buňky vystaveny UV záření, dochází k produkci intermedinu (melanocyty stimulující hormon, MSH), jenž podporuje tvorbu melaninu v melanozomech. Melanin se poté po malých částech předává do sousedních keratinocytů a způsobuje zde opálení.

## Xantofor
Xantofor (z řec. xanthos=žlutá) pigmentová buňka živočichů obsahující žluté barvivo.

## Poruchy
Mnohdy vznikají nadměrnou lokální činností melanocytů různé skvrny, např. pihy (ephelides), kávové skvrny („café-au-lait“) či některá lentiga. Horší bývají melanocytové névy, z nichž se může vyvinout maligní melanom.